# Mariana, il diritto di nascere
Mariana, il diritto di nascere, titolo originale El derecho de nacer,  è una telenovela messicana del 1981 tratta da un romanzo dello scrittore cubano Félix Benjamín Caignet Salomón e prodotta da Ernesto Alosto per Televisa.
È stata trasmessa in Italia da Rete A dal 23 aprile 1984 all'11 gennaio 1985.
È interpretata da Veronica Castro, Beatriz Castro, Humberto Zurita, Salvador Pineda, Ignacio López Tarso.
In Italia il nome della protagonista fu cambiato da Maria Elena a Mariana, sull'onda del grande successo di Anche i ricchi piangono (la Castro infatti aveva interpretato anche quella telenovela).
La telenovela ha avuto un remake sempre messicano, prodotto da Televisa nel 2001 ed inedito in Italia, interpretato da Kate Del Castillo e Saul Lisazo.

## Trama
La telenovela racconta la storia negli anni 50 della famiglia Del Giunco, una delle più ricche della città di Veracruz, composta da Don Raffaele, uomo tradizionalista e autoritario, dalla sua devota moglie Clarissa e dalle loro figlie, Mariana e Matilde, che sono state affidate alla loro balia nera, Donata.
Mariana Del Giunco rifiuta la corte del giovane e professore Gianluigi Ermentari, e ha una relazione amorosa con Alfredo Martini, uomo d'affari sposato e libertino, che la inganna e la mette incinta. Suo padre è furioso quando lo scopre e pensa di costringerla ad abortire. Tuttavia la gravidanza è già troppo avanzata, quindi egli manda Mariana con la sua tata in una lontana fattoria, sotto la sorveglianza del fidato fattore Bruno, in modo che nessuno sappia del suo disonore. Qui la ragazza darà alla luce un bambino di nome Alberto.
Don Raffaele ordina poi a Bruno di uccidere il neonato, ma Donata riesce a impedire il delitto. Bruno risparmia la vita al bambino a condizione che Donata fugga con lui e non ritorni mai più. Mariana reagisce molto male alla sparizione di suo figlio e incolpa suo padre. Intanto Donata conosce il signor Alfonso Cabrera e va a lavorare a Città del Messico con il bambino, dà il suo cognome Limonta ad Alberto, al quale dice sempre la verità sulla sua origine, ma non gli rivela il nome della sua famiglia.
Intanto i coniugi Del Giunco festeggiano le nozze d'argento. Alla festa, Mariana confessa a Gianluigi di aver avuto un figlio con un uomo che l'ha ingannata e poi abbandonata. Le racconta anche dell'atteggiamento dispotico del padre, che la separò dal figlio. Lungi dal giudicarla, Gianluigi promette a Mariana di aiutarla a ritrovare Donata e il bambino, e fingono un fidanzamento in modo da potersi frequentare senza destare sospetti. Gianluigi riesce a trovare la donna che ospitò Donata, ma questa muore alcuni giorni dopo senza dargli notizie. Gianluigi deve sospendere le ricerche in quanto riceve una lettera per insegnare a Londra, mentre Mariana si isola sempre di più dal mondo e non sopporta di vivere con suo padre: la ragazza pensa giorno e notte al figlio perduto.
Passano gli anni e Alberto, con mille difficoltà e nella povertà, riesce a laurearsi in medicina.  Viene quindi mandato all'ospedale di Veracruz , dove incontra la giovane Amelia. Si innamorano, ma sia Amelia che i suoi genitori rifiutano di acconsentire a un matrimonio per il fatto che Donata, che Alberto presenta come la sua vera madre, è nera.
Intanto a Veracruz si trasferisce anche il padre di Alberto, Alfredo, ormai ricco e potente, con il figlio alcolista Osvaldo, e ritorna da Londra Gianluigi Ermentari, per ricoprire il ruolo di rettore all'Università. Mariana, che ormai non frequenta più nessuno, decide di entrare in convento.
Alberto ha bisogno di un certificato universitario, senza il quale rischia di perdere il posto all'ospedale e si rivolge al rettore Ermentari. Questi appena lo vede rimane turbato dalla forte somiglianza con Mariana e promette di aiutarlo. Conoscendolo meglio inizia ad affezionarsi a lui, fin quando scopre che sua madre è Donata e viene a sapere da lei tutta la storia.
Don Raffaele rimane gravemente ferito in un incidente ed ha bisogno di una trasfusione. Alberto, che ha il suo stesso gruppo sanguigno, si offre come donatore salvandogli la vita.
Raffaele si affeziona a lui e lo accoglie nella sua casa, che tuttavia Alberto conosce già in quanto frequenta la nipote Cristina che è figlia adottiva di Matilde Del Giunco. Per ringraziarlo pensa di portargli un dono a casa, ma quando si trova davanti Donata,  che lui credeva morta insieme al nipote, viene colto da un ictus e rimane paralizzato. I medici dubitano su una sua guarigione, ma donna Clarissa prega Alberto di occuparsi del marito. Don Raffaele vorrebbe rivelare a Mariana che Alberto è suo figlio, ma non può parlare. L'unico che può farlo è Gianluigi Ermentari, che riporta a Mariana, uscita dal convento, il figlio perduto. Raffaele in seguito guarisce.
La storia si conclude con il matrimonio di Alberto e Cristina e con Mariana e Gianluigi che annunciano le loro nozze.